# Santa Lucia em Silice (diaconia)
Santa Lucia em Silice foi uma diaconia, uma das 7 primeiras diaconias, de acordo com o Anuário Pontifício, atribuído pelo Papa Agatão. Na sua instituição, era conhecida como Santa Lúcia em Orphea, mudando para o nome de Silice no século X. Foi confirmada pelo Papa Silvestre I em 314. O Liber Pontificalis indica que esta diaconia recebeu doações do Papa Leão III.
Sua igreja titular era Santa Lucia in Selci.

## Titulares presbíteros protetores
- Stefano (1099- circa 1123)
- Stefano (1125- antes de 1143)
- Cencio Savelli, C.R.L. (1192-1201)
- Francesco Napoleone Orsini (1295-1312)
- Gaillard de La Motte (ou Lamotte) (1316-1356)
- Philibert Hugonet (1473-1477)
- Georg Heßler (ou Kesler) (1477-1482)
- Hélie de Bourdeilles, O.F.M. (1483-1484)
- Ippolito I d'Este (1493-1520)
- Vacante (1520-1540)
- Giacomo Savelli (1540-1543)
- Ranuccio Farnese (1546)
- Vacante (1546-1551)
- Alessandro Campeggio (1551-1554)
- Johann Gropper (1556-1559)
- Innico d'Avalos d'Aragona, O.S. (1561-1563)
- Luigi d'Este (1563-1577)
- Vacante (1577-1587)
- Diaconia suprimida em 1587